# Hemioniscus pagurophilus
Hemioniscus pagurophilus är en kräftdjursart som beskrevs av Williams och Christopher B. Boyko 2006. Hemioniscus pagurophilus ingår i släktet Hemioniscus och familjen Hemioniscidae.
Artens utbredningsområde är havet kring Filippinerna. Inga underarter finns listade i Catalogue of Life.